# A Fair Forgery of Pink Floyd
A Fair Forgery of Pink Floyd est une compilation de reprises de chansons de Pink Floyd.

## Titres
Entre parenthèses, les interprètes.

### Disque 1:Us
1. Fearless (Tom Freund) – 5:20
2. Wish You Were Here (Sally Semrad) – 4:30
3. Money (Yortoise) – 3:18
4. Comfortably Numb (Graham Parker) – 3:56
5. See Emily Play (James Combs) – 3:22
6. Mother (Quetzal) – 5:52
7. Breathe (50 Cent Haircut) – 2:13
8. Young Lust (John Law) – 4:15
9. Time (Kelsey Wood) – 3:05
10. Have a Cigar (Ira) – 4:41
11. Bike (Harvette) – 1:42
12. Another Brick in the Mason's Wall (Big Lee) – 3:58
13. Nobody Home (Courtney Fairchild) – 3:24
14. Paintbox (Jimmy Caprio) – 4:24
15. Lucifer Sam (Billion Stars) – 3:39
16. San Tropez (Dave Chapple) – 3:12
17. Childhood's End (Becca & Pierre) – 8:06

### Disque 2:Them
1. High Hopes (Shark 'n the Smoke) – 7:28
2. Astronomy Domine (Mike Keneally Band) – 3:52
3. Corporal Clegg (Samarin, Morgan & Hull LLP) – 4:19
4. Let There Be More Light (Brook Claman) – 4:24
5. Pigs on the Wing (Tortfeasor) – 4:57
6. Dogs (Which One's Pink?) – 13:38
7. Sheep (John Stack & Numira) – 10:11
8. In the Flesh (Shaun Guerin) – 2:56
9. Hey You (S.A.M.) – 5:45
10. Goodbye Blue Sky (Tim Mayer) – 2:21
11. Is There Anybody Out There? (TBL, avec Stevie Z) – 2:44
12. What Shall We Do Now? (Which One's Pink?) – 3:39
13. Not Now John (North Green) – 4:07
14. 5 Minute Version of the Wall	(Rat Bat Blue) – 6:35